# Stod (nádraží)
Stod je železniční stanice v jihovýchodní části města Stod v okrese Plzeň-jih v Plzeňském kraji nedaleko řeky Radbuzy. Leží na neelektrizované trati Plzeň – Furth im Wald.

## Historie
Stanice byla vybudována jakožto součást České západní dráhy (BWB) spojující Bavorsko, Plzeň a nádraží na Smíchově, podle typizovaného stavebního návrhu. Vzniklo zde též nákladové nádraží. 14. října 1861 byl s místním nádražím uveden do provozu celý nový úsek trasy z České Kubice na provizorní nádraží ve Skvrňanech u Plzně (železniční most přes Radbuzu byl dokončen se zbytkem trati až následujícího roku), odkud po dokončení mohla dále pokračovat směrem do Prahy.
Po zestátnění BWB v roce 1894 pak obsluhovala stanici jedna společnost, Císařsko-královské státní dráhy (kkStB), po roce 1918 pak správu přebraly Československé státní dráhy. Z důvodu nutnosti zvýšení přepravní kapacity a špatného technického stavu budovy stanice proběhla v roce 1980 kompletní přestavba budov i kolejiště stodské stanice. Namísto starého nádraží byla vystavěna nová výpravní budova.

## Popis
Nacházejí se zde tři vnitřní jednostranná nástupiště, k příchodu na nástupiště slouží přechody přes koleje. V roce 2018 začaly rekonstrukční a modernizační práce, trať má být v úseku Plzeň-Domažlice kompletně zdvoukolejněna a elektrizována. Dlouhodobě se počítá s rekonstrukcí celé trati až k hraničnímu přechodu s Německem Česká Kubice - Furth im Wald.